# Ferdinand Dutert
Ferdinand Dutert (Douai, 1845 – Parigi, 1906) è stato un architetto francese che ha rivestito un ruolo di spicco durante l'Esposizione Universale di Parigi del 1889.

## L'École nationale supérieure des beaux-arts
Charles Louis Ferdinand Dutert nacque a Douai, nei pressi di Lilla. Qui cominciò il suo percorso educativo, fino a che non venne ammesso alla École nationale supérieure des beaux-arts di Parigi, nel 1863 all'età di 18 anni, seguendo lo stesso destino di suo fratello maggiore Arthur Fleury Victor Dutert (1839-1868), i cui grandi successi nella stessa scuola avevano acceso un grande spirito di competitività in Ferdinand. Allo scopo di distinguerlo dal fratello, Charles veniva nominato “Dutert il Giovane”.
Gli studi alla École nationale supérieure des beaux-artserano molto duri e si prefiggevano di forgiare veri professionisti in ambito architettonico. Dal lato teorico era opportuno conoscere le tecniche costruttive del passato e i diversi ordini Classici alla perfezione., mentre dal lato pratico i suoi studenti dovevano applicarsi per la maggior parte del tempo progetti sempre più complessi e difficili.
L'École nationale supérieure des beaux-arts era per questo molto selettiva: prima di potervi accedere, gli studenti dovevano essere ammessi in un Atelier, dove poter fare esperienza ed essere preparati per la prova di ammissione che si teneva presso la Scuola stessa. Dutert entrò all'Atelier di Lebas e divenne uno dei suoi più grandi allievi, nonché studente di maggior capacità di tutta la Scuola delle Belle Arti. Charles attraversò le varie fasi di formazione proposte dalla Scuola stessa e fu protagonista di una vera e propria evoluzione progressiva.

## I primi successi
Primo grande successo fu il Prix de Rome del 1869, per la progettazione di una residenza per l'ambasciatore francese nella Capitale. Qui si poterono apprezzare i pregevoli ornamenti che saranno elementi sempre presenti nell'architettura di Dutert, e che proprio nella Galleria delle Macchine susciteranno accese discussioni, poiché l'architetto, nel tentativo di ingentilire la sua costruzione, finì per contraddire il linguaggio delle strutture che, in quanto disegnate dalla loro stessa funzione, non avevano necessità di altri appesantimenti ornamentali.
Successivamente Dutert fu medaglia d'oro al Salon del 1875 e vinse in seguito il prestigioso Prize Duc. Tornato da Roma fu inoltre insignito della carica di Ispettore dei lavori per la ricostruzione dell'Hotel de Ville a Parigi e gli furono assegnate altre importanti cariche tra cui quella di Direttore dell'Educazione per il Ministero delle Arti.

## L'Esposizione Universale del 1889
L'8 novembre 1884, il Presidente francese Jules Grévy, costituì una Commissione Consultativa e annunciò che un'Esposizione Universale avrebbe avuto luogo a Parigi, proprio in occasione del centenario della Rivoluzione. Pochi giorni dopo, Dutert cominciò a lavorare a un padiglione espositivo che avrebbe dovuto trovare spazio nel Campo di Marte. Quello che è dunque certo, è che il concepimento dell'opera va attribuito a lui. La Commissione premiò Dutert con uno dei tre premi, e confidò in lui per la realizzazione di uno dei maggiori padiglioni espositivi.
L'intera Francia era ansiosa di dimostrarsi una nazione nuova, fortemente sviluppata e industrializzata. Il Palais des Machines,ideato assieme a Victor Contamin, fu infatti progettato per proclamare espressamente la modernità della Francia, e raccontarne il suo potere industriale. Non a caso la costruzione portò a Dutert grandissima fama e notorietà.